# Дніпровсько-Тетерівське державне лісомисливське господарство
Дніпровсько-Тетерівське лісомисливське господарство знаходиться на півночі  Київської області, в 60-ти кілометрах від  Києва, у  Вишгородському районі біля села Сухолуччя. 

## Опис
Площа становить 29,7 тис. га, з яких 19,5 га займають ліси, а 10,2 тис. га — водні угіддя. До складу господарства входять багаті на  качку і місця нересту риби гирла річок Тетерів, Здвиж і правий берег  Дніпра, а також заболочені ділянки соснових, березових і осикових лісів. Тут мешкає близько 320  оленів, 350 кабанів, 90  лосів, 360  козуль, 6 муфлонів, 150 зайців, сотні  бобрів, десятки тисяч качок, а також червонокнижні види — 20 пар  орланів-білохвостів, 8  чорних лелек, 50 тетеруків, зустрічаються рись, змієїд, сапсан.

## Історія
Об'єкт, у статусі заповідно-мисливського господарства, був створений в 1967 р. і призначався для полювань членів ЦК КПУ. З 1991 р. по початок 2000-х років господарство втратило статус «царського полювання» і мало не стало  національним парком, над проектом організації якого працювали Мінприроди України та Київський еколого-культурний центр. Однак прихід до влади  Януковича різко поміняв ситуацію. У 2007 р. господарство облюбував сам Янукович. По периметру господарство було оборано 2-3-метровим ровом, прокладено дороги з супер-асфальту, побудовано паркани, мисливські вишки, на зміну мисливським будиночкам членів ЦК КПУ споруджено мисливські палаци. 
Зараз тут є близько 800 мисливських вишок для облавних полювань (по 25 на кожній просіці) і 16 вишок для індивідуального полювання, близько тисячі годівниць і солонців, десятки пасток для тварин, пташник з фазанами, вольєр з 28 кабанами,  притравочна станція, 3 вежі операторів мобільного зв'язку, велика кількість доріг з асфальтовим покриттям. Тут розташовувалися мисливське селище оліграха  Боленка (директор торговельної мережі «Фуршет»), а також дві мисливські резиденції В. Ф. Януковича (в урочищах «Острів» і «Акація»). На них було влаштовано вертолітний майданчик, пірси з ангарами, катерами та яхтами, мисливські палаци (на «Острові» споруджено свою, як у  Межигір'ї, «Хонку»), вольєри з дикими тваринами (наприклад, є два напівприручених олені-альбіноси). Підгодівлею тварин і організацією полювань тут займалося не саме Дніпровсько-Тетерівське лісомисливське господарство (штат близько 100 чоловік), а таке собі «Товариство мисливців та рибалок „Кедр“» (штат 90 осіб). Ним керує колишній директор Дніпровсько- Тетерівського лісомисливського господарства Микола Іванович Гордейчук.  Оренду на мисливські угіддя «Кедр» отримало згідно рішення сесії київської обласної ради 31.07.2012 р. № 423-21-VI.
У самому Дніпровсько-Тетерівському господарстві 17 га, там де розташоване урочище « Остров», було взято в оренду Кедром. Громадські екологічні організації вважали за необхідне реорганізувати Дніпровсько-Тетерівського лісомисливське господарство в національний парк, але за правління режиму Януковича все було марно.

## Сьогодення
У зв'язку з падінням влади Януковича охорона господарства «Беркутом» зникла. З лютого 2014 року три з чотирьох заїздів в господарство тепер відкриті (в'їзд через Сухолуччя охороняє громада цього села). У липні 2014 року екологами було знову підняте питання про влаштування на базі господарства національного парку
2015 року територію колишньої резиденції «Острів» було повернуто у державну власність.
У серпні 2016 року Український НДІ Лісового господарства провів обстеження стану лісових насаджень Дніпровсько-Тетерівського державного лісомисливського господарства. Триває розробка «Проекту створення національно-природного парку Дніпровсько-Тетерівський».

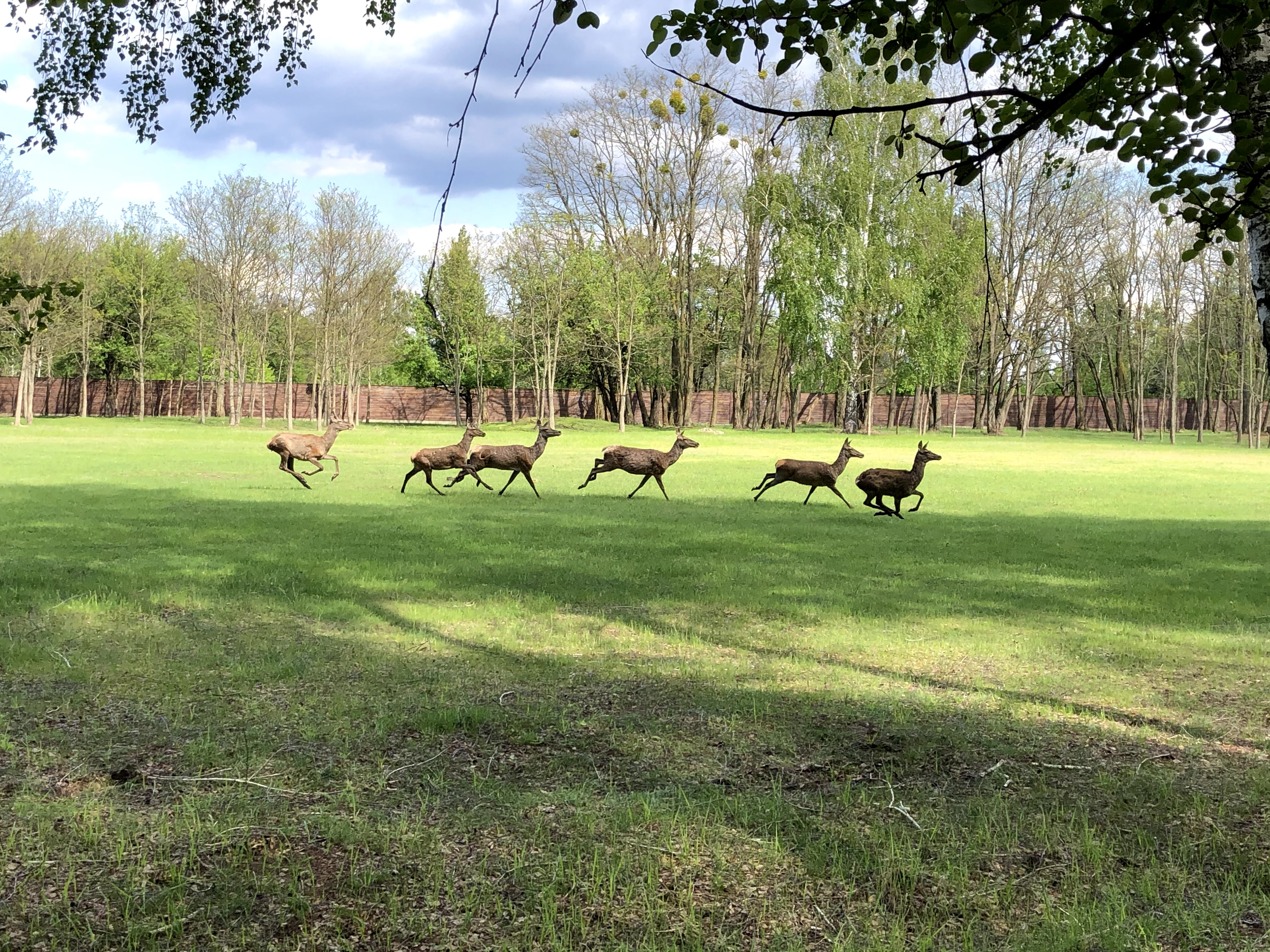

Станом на 2020 рік вхід є платним. На території гуляють дикі тварини, що не бояться підходити до людей.

## Виноски
1. 1 2 3  Борейко В. Е. «Царские охоты» — от Владимира Мономаха до Владимира Щербицкого. — К.: КЭКЦ, 1995. — 75 с.
2. ↑  Дніпровсько-Тетерівське лісомисливське господарство  [Архівовано 3 березня 2014 у Wayback Machine.]
3. 1 2  Борейко В. Е. История охраны природы Украины. ХХ век — 1980. — К.: КЭКЦ, 2001. — 544 с.
4. ↑  Дніпровсько-Тетерівському угіддю – статус нацпарку!. Архів оригіналу за 20 травня 2017. Процитовано 13 липня 2017.